# R. Brent Tully
Richard Brent Tully (nacido el 9 de marzo de 1943, Toronto, Canadá) es un astrónomo del Instituto de Astronomía de Honolulu, Hawái. En 1972 obtuvo su doctorado en astronomía en la Universidad de Maryland.
La especialidad de Tully es la Astrofísica de galaxias. Él, junto con J. Richard Fisher, propuso la ahora famoso relación Tully-Fisher en el documento: Un nuevo método para determinar las distancias a galaxias, publicado en Astronomy and Astrophysics, vol. 54, N ° 3, en febrero de 1977. También publicó el libro El Catálogo de Galaxias Cercanas en 1988, con localizaciones en 3D de las 68.000 galaxias más cercanas a la Tierra. Estos catálogo forma un cubo de galaxias dentro de un área de 700 millones de años luz centrado en la Tierra. Una representación visual navegable de este índice se puede encontrar en el software de Planetario Starry Night Pro, donde los datos son denominados Tully Database. Dentro de esta base de datos está lo que R. Brent Tully llama al Complejo de Supercúmulos Piscis-Cetus.
El equipo internacional de R. Brent Tully, de la Universidad de Hawái en Manoa, Estados Unidos, ha conseguido determinar el contorno del inmenso supercúmulo de galaxias que contiene a nuestra Vía Láctea. Lo han bautizado como “Laniakea”, que significa “cielo inmenso” en hawaiano.
https://noticiasdelaciencia.com/art/11374/nuestra-galaxia-forma-parte-de-un-supercumulo-de-galaxias
En 2014 ganó el Premio Gruber de Cosmología.
En julio de 2020, junto a Daniel Pomarède, de la Universidad Paris-Saclay, anunció el descubrimiento del Muro del Polo Sur.